# Monzen-Nakachō (metropolitana di Tokyo)
La Stazione di Monzen-Nakachō (門前仲町駅?, Monzen-Nakachō-eki) è una stazione della Metropolitana di Tokyo e si trova nel quartiere di Kōtō. Essa serve le linee Tōzai della Tokyo Metro e Ōedo della Toei.